# Gary Gray (Basketballspieler, 1969)
Gary Gray (* 2. September 1969 in Los Angeles) ist ein ehemaliger US-amerikanisch-französischer Basketballspieler.

## Werdegang
Von 1987 bis 1991 war Gray an der Universität von Kalifornien, Santa Barbara Mitglied der Basketballmannschaft. Der 2,06 Meter große Innenspieler stand mit 662 Rebounds am Ende seiner vierjährigen Hochschulzeit auf dem fünften Platz der Bestenliste der Mannschaft. In der Saison 1990/91 führte er die Truppe gemeinsam mit Lucius Davis (beide 16 Punkte/Einsatz) als bester Korbschütze an.
Als Berufsbasketballspieler stand er in der Schweiz bei SAM Massagno und beim BBC Monthey, in Belgien bei Sobabee, Gent, Hutoise und Estaimpuis und in Frankreich bei Caen sowie Nantes unter Vertrag. Für den Zweitligisten Nantes erzielte er in der Saison 2001/02 im Schnitt 8,4 Punkte und 5,3 Rebounds je Begegnung, im Sommer 2002 nahm Gray ein Angebot des deutschen Bundesligisten EWE Baskets Oldenburg an. Gray, den Zuverlässigkeit und Einsatz auszeichneten, blieb bis 2004 in Oldenburg, bestritt in der Zeit 61 Bundesliga-Spiele. Sein bestes Spiel in der Bundesliga hatte er im Februar 2003 gegen Würzburg, als ihm 18 Punkte und zwölf Rebounds gelangen. In der Saison 2002/03 erzielte er 4,2 Punkte und 3 Rebounds je Begegnung, 2003/04 waren es 2,6 Punkte und 1,4 Rebounds pro Einsatz. In beiden Spieljahren erreichte er mit den Niedersachsen das Bundesliga-Viertelfinale. Grays letzter Karrierehalt wurde Gent in Belgien (Saison 2004/05).